# Hellbrunner Berg
Der Hellbrunner Berg ist der südlichste Stadtberg in der Stadt Salzburg. Er liegt zur Gänze innerhalb des Schlossparkes von Schloss Hellbrunn und grenzt mit seinen Felswänden an den Tiergarten Hellbrunn (Zoo Salzburg).

## Lage und Landschaft
Der Berg südlich des Salzburger Stadtkerns (wo sich ähnliche Stadtberge beiderseits des Flusses befinden) ist knapp 1 Kilometer lang und etwa 85 Meter hoher Inselberg. Er ist wesentlich aus Konglomerat aufgebaut und liegt in der Schwemmebene des Salzburger Beckens nächst der Hellbrunner Au der Salzach (500 m vom heutigen regulierten Ufer (links des Flusses)). Die höchste Erhebung beträgt 515 m ü. A., das umliegende Land liegt zwischen etwa 427 m ü. A. und 437 m ü. A.

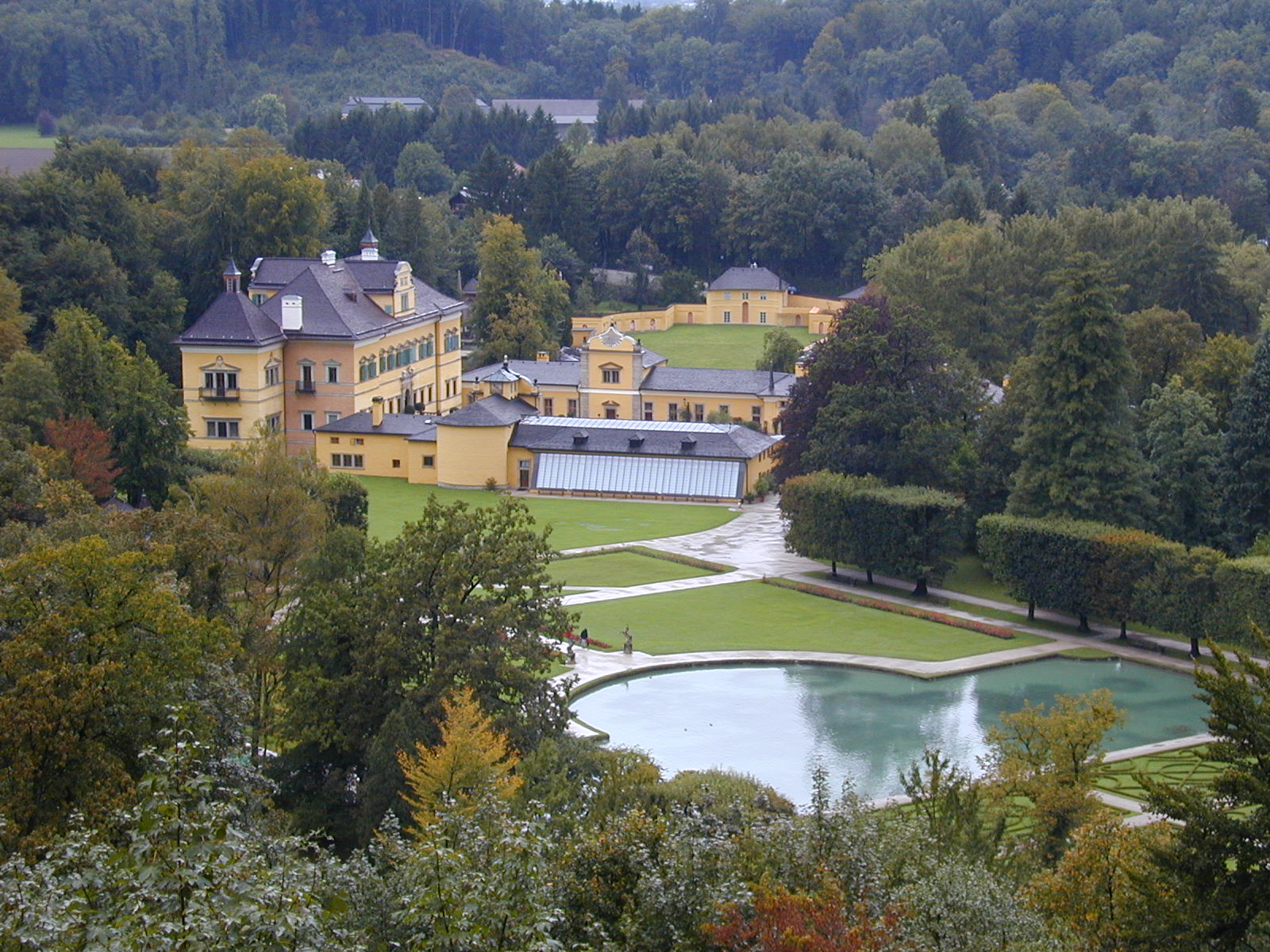
Schloss mit dem Wasserparterre, von der Hohen Aussicht des Berges aus.
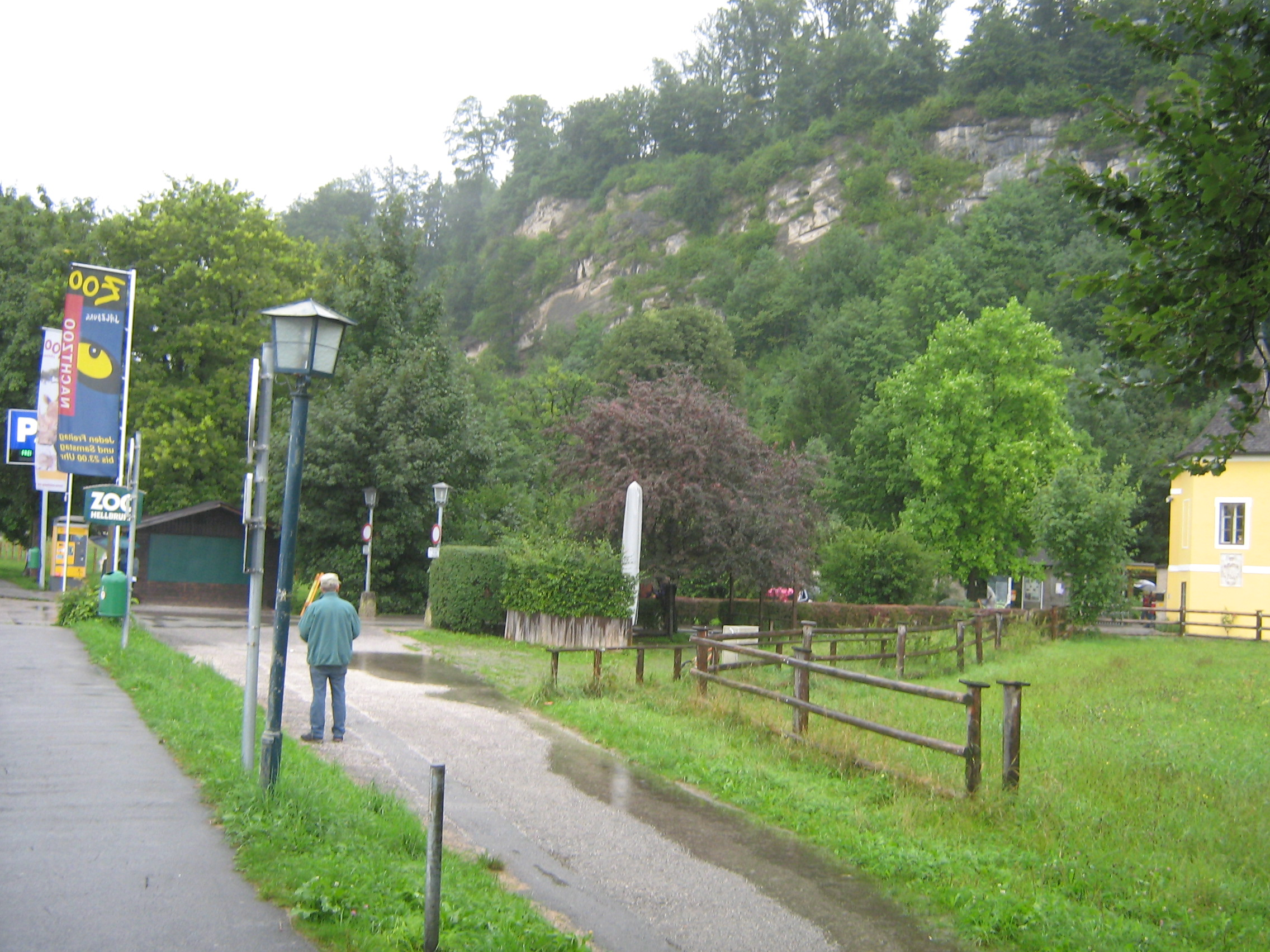
Westflanke des Hellbrunner Bergs, heute als Zoogelände genutzt

## Geologie
Der Berg besteht wie Mönchsberg und Rainberg großteils aus Konglomeratgestein, einem in der Mindel-Riss-Zwischeneiszeit (Bereich vor 340.000 bis ca. 325.000 Jahren) abgelagerten und dann verfestigten Flussschotter.

## Geschichte
Der ursprüngliche Name, vermutlich romanischer Herkunft, ist nicht überliefert. Im Spätmittelalter wurde er nach einem Jagdgehege dann „Tiergartenberg“ und von Markus Sittikus von Hohenems „Waldemsberg“ genannt, bis sich der heutige Name Hellbrunner Berg durchsetzte.
Der Berg weist eine zumindest fünftausendjährige Siedlungsgeschichte auf, die von der Jungsteinzeit bis in an den Beginn der vorrömische La-Tène-Zeit reicht. Hier wurden landesweit die einzigen Funde der Glockenbecherkultur und der Schnurkeramikkultur ausgegraben. Eine Halbhöhle am Westfuß des Berges diente bis in die Bronzezeit zeitweilig als Notunterkunft. Überregionale Bedeutung erhielt der Berg in der späten Hallstattzeit. Aus dieser Zeit sind etliche terrassenartige Wohnpodien – aus dem anstehenden Stein herausgehauen – erhalten. Der Reichtum des damaligen Fürsten stammte vom Handel und noch mehr vom Salz des Dürrnberges, das damals erstmals planmäßig abgebaut wurde.
Die romanische Bevölkerung hielt sich im Süden der Stadt Salzburg bis in die Zeit des Heiligen Rupert, wovon die vielen bis heute weiter tradierten romanischen Ortsnamen, etwa Morzg, Gneis und Anif, zeugen. Über die Nutzung des Berges im Frühmittelalter gibt es keine sicheren Erkenntnisse.
Unter Markus Sittikus wurde der Berg Teil des erneuerten und vielleicht auch erweiterten „Tiergartens“, also nun als Jagdgeheges für Rot-, Reh-, Dam-, Stein- und Gamswild. Die Jagdwildgatter bestanden – wenn auch zeitweise mit wenigen Tieren – bis zum Winter 1800/01. Der Franzosengeneral Jean-Victor Moreau erlegte innerhalb eines Tages praktisch alle jagdbaren Tiere. Das Jagdgehege hatte damit aufgehört zu bestehen.

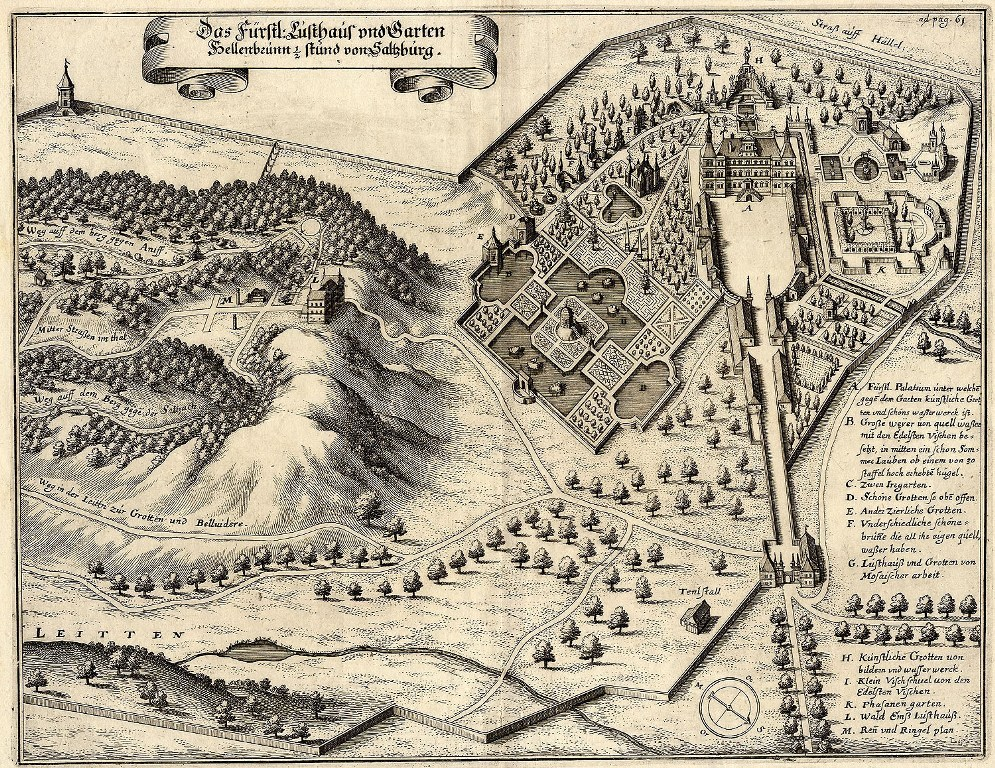
Das fürstl. Lusthaus und Garten Hellenbrunn, 1/2 Stund von Saltzburg, Merian, 1644
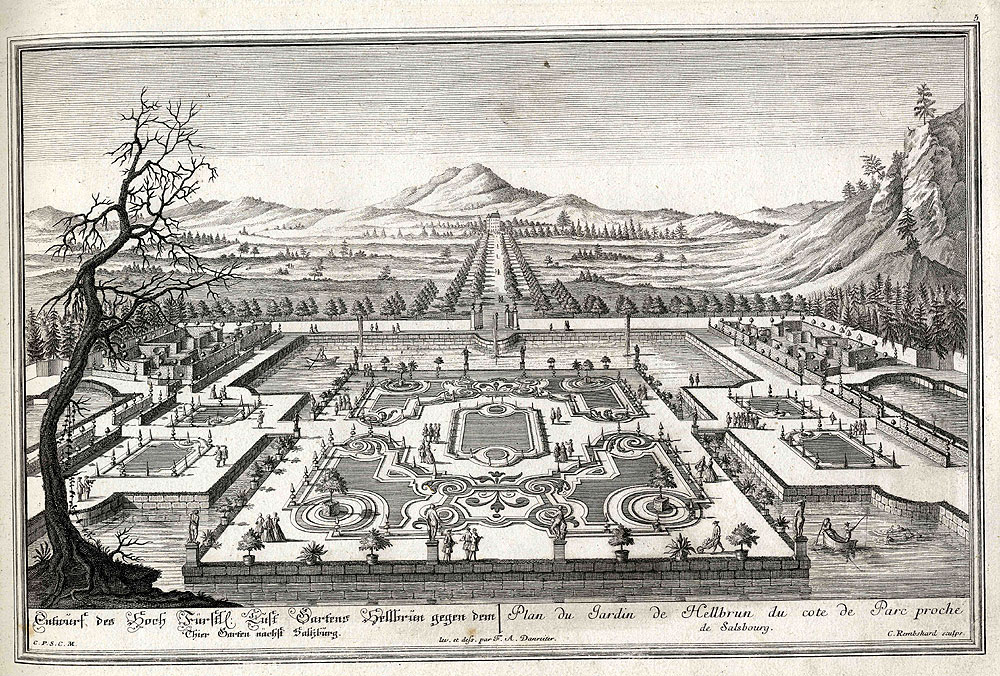
Die Garten-Prospect von Hellbrun, Danreiter, ca. 1735 (auf Schloss Goldenstein, rechts Hellbrunner Berg)

## Das Steintheater

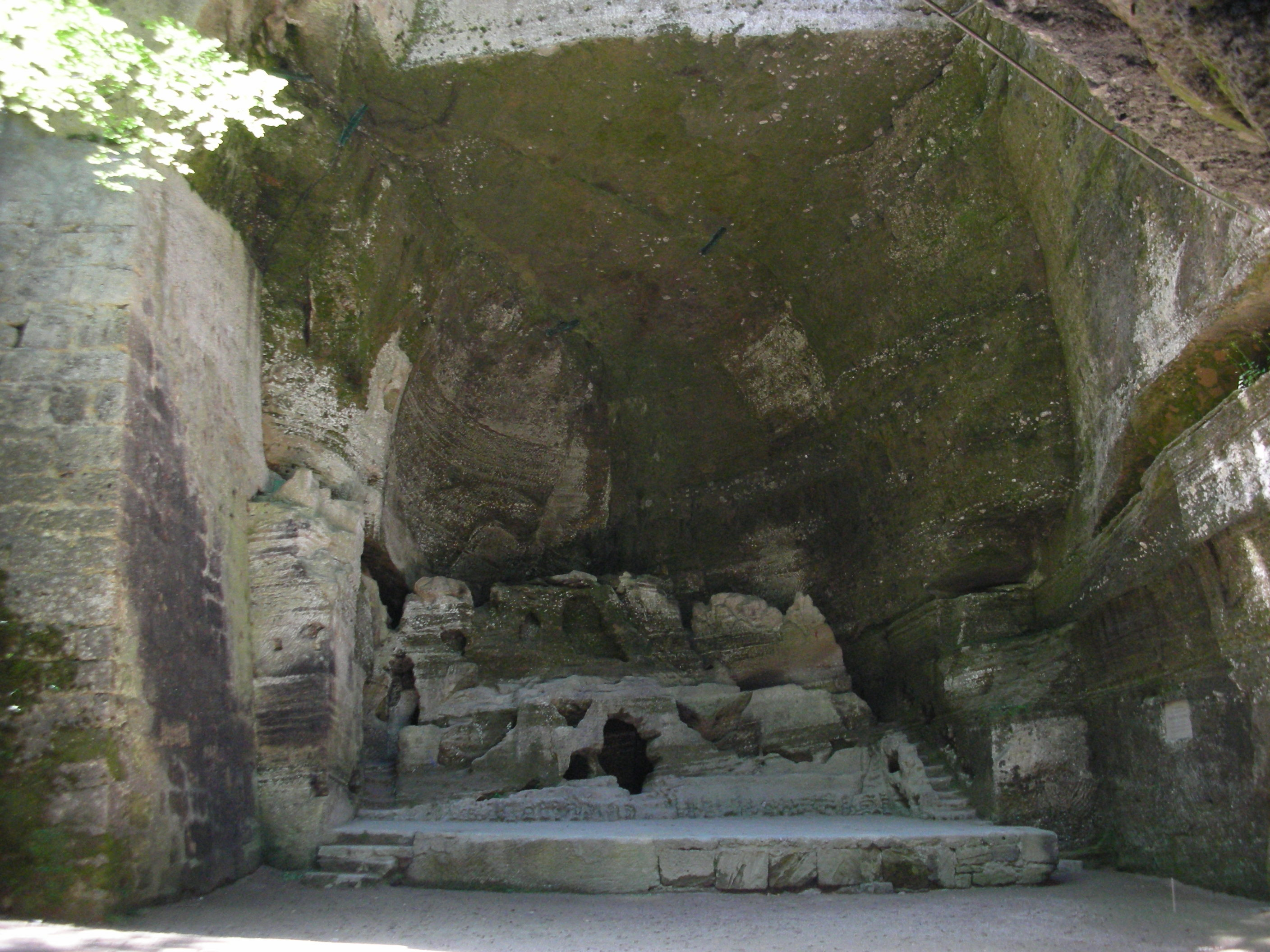
Steintheater

Diese älteste erhaltene Freilichtbühne nördlich der Alpen wurde unter Markus Sittikus an der Stelle eines wohl für den Bau von Schloss Hellbrunn benötigten Steinbruches errichtet. Vor allem aber ist in Hellbrunn das in Antike und Renaissance wichtige Thema der vielfältigen kunstvollen mythologischen Grotten prägend. Grotten galten in der Antike auch als Eingang in die Unterwelt, wie dies etwa die Orpheusgrotte in Hellbrunn zeigt. Das Steintheater, halb Natur, halb Kunst war als Aufführungsort des Orpheus-Werkes von Monteverdi mit seinen Bezügen zur Unterwelt für den theaterbegeisterten Erzbischof in der Frühzeit wichtig. Das Steintheater könnte außerdem mit dem Kapitel „Bergwerk“ aus dem Traktat Splendor solis in Verbindung gebracht werden sein. Der zeitgenössische Hofpoet Grisberti (1635–1677) erkannte bereits, dass dieses Theater „etwas ganz Rares, vielleicht Einzigartiges auf der ganzen Welt“ sei, halb Höhle, halb kunstfertig aus dem Felsen herausgemeißelt. Dieses „artig accomodierte Theatrum, welches mit sonder Vleiß und Kunst als durchbrochen, und zur agierung der Pastoralen zuegerichtet“, diente, wie der Chronist von Markus Sittikus‚ Stainhauser festhielt, der Aufführung weltlicher und geistlicher Bühnenwerke. Lange Zeit war dort eine Tafel angebracht, nach der am 31. August 1617 die erste italienische Opernaufführung nördlich der Alpen stattgefunden haben soll. Die Favola in Musica L’Orfeo von Claudio Monteverdi wurde wahrscheinlich aber zuerst im Carabinieri-Saal der Residenz aufgeführt, die Aufführungen im Steintheater sind nur wenig jünger.
Das Steintheater diente zudem von Anbeginn an gemeinsam mit der Niederen und der Hohen Aussicht beim Waldemsschlösschen sowie dem einstigen Schlösschen Belvedere im Süden als Aussichtsort mit Blick auf die weiten Salzachauen und die Salzach.

## Das Waldemsschlösschen

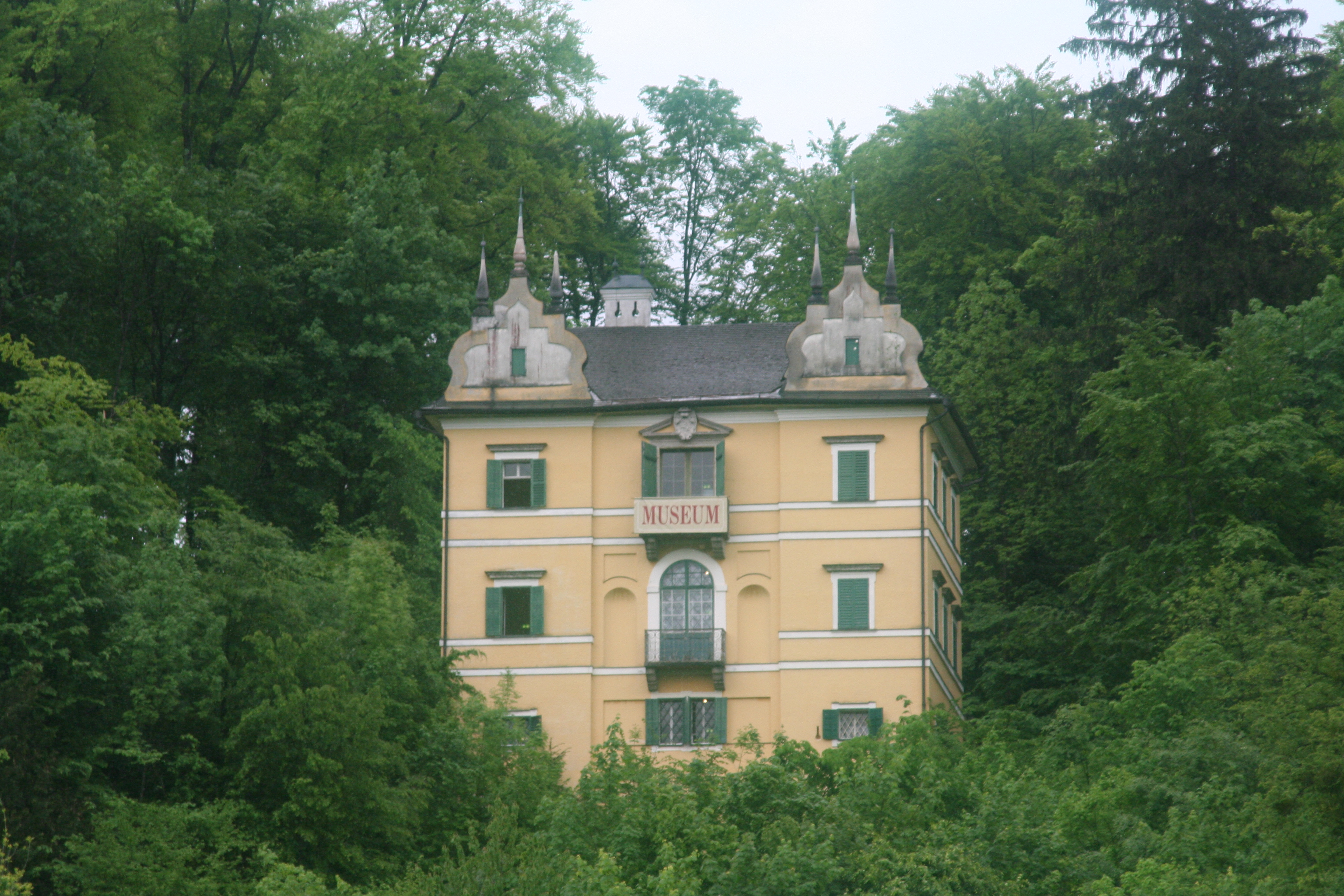
Monatsschlössl in Hellbrunn

Auf Grund einer Legende wird es heute allgemein „Monatsschlösschen“ genannt, weil ein durchreisender bayrischer Herzog oder – wahrscheinlicher – Erzherzog Maximilian von Österreich mit dem angeblich in einem Monat erfolgten Bau überrascht werden sollte. Dieses Schlösschen, vermutlich im Jahr 1615 errichtet, blickt auf den architektonischen Mittelpunkt des Schlossgartens hin, der einst durch den künstlich angelegten Erdbeerberg hervorgehoben wurde. Von 1920 bis 1924 befand sich hier das Vogelmuseum von Prof. Eduard Paul Tratz, aus dem sich dann das heutige Haus der Natur entwickelte. Seit 1924 ist im Monatsschlösschen ein kleines, aber reichhaltiges Volkskundemuseum eingerichtet.

## Die Tier- und Pflanzenwelt
Besonders eindrucksvoll sind die in den Felssimsen des Hellbrunner Berges ruhenden oder vor der Wand segelnden Gänsegeier. Diese Attraktion geht auf eine Freilassung von Volierentieren im Jahr 1966 zurück. In Salzburg war diese Art aber kein ursprünglicher Brutvogel. Seit etwa 1980 brüten regelmäßig 1 bis 4 Paare dieser großen aasfressenden Greifvögel am Untersberg. Einzelne Geier haben bei ihren Flügen regelmäßige Kontakte mit den etwa 100 nichtbrütenden Übersommerern aus dem Nationalpark Hohe Tauern, die von kroatischen Inseln hierher gelangen. Daneben bewohnt der Uhu zeitweilig die Felswände. Auch die Dohlen nisten hier in Felshöhlen.
Der Kalkbuchenwald am Hellbrunner Berg zählt zu den artenreichsten Pilz-Lebensräumen des Stadtgebietes. Insgesamt wurden auf der Plateaufläche des Hellbrunner Berges 311 verschiedene Pilzarten nachgewiesen, darunter viele holzabbauende. Zunächst mag dies nicht ganz erklärbar scheinen, gibt es doch heute kaum starkstämmiges Totholz am Berg. Vor 100 Jahren war dies anders. Bis um 1900 war der Hellbrunner Berg der zentrale Teil des Jagdparks, forstlich war er deshalb traditionell kaum oder nicht genutzt. Eine Wiederherstellung des einst typischen urwüchsigen Bildes am Hellbrunner Berg würde für die Stadtgemeinde Salzburg vor allem den weitgehenden Verzicht auf Holznutzung bedeuten. Eine solche bessere Erhaltung von Tot- und Altholz im Wald dient dabei allgemein auch dem Klimaschutz.